# Dunaújváros
Dunaújváros je mesto z županijskimi pravicami na Madžarskem, ki upravno spada v podregijo Dunaújvárosi Županije Fejér.